# Argos Volley
O Argos Volley, é um time italiano de voleibol masculino da cidade de Sora (Frosinone). Desde 2016-17, o clube disputa o Campeonato Italiano de Voleibol Masculino, série A1, organizado pela FIPAV.

## Histórico
Em 15 de maio de 2016, em pleno PalaValentia lotado, o clube com alcunha de "Globo Banca Popolare do Frusinate Sora" venceu o playoff de promoção a elite nacional. Desde 1975 está em atividade o departamento de voleibol , já competiu em campeonatos provinciais, a série C, quando o atual proprietário Gino Giannetti começou a patrocinar o time ocorreram mudanças importantes, não só a nível patrimoninal quando gerencial.
Após planejamento o clube alcançou a promoção da série B2 para B1, depois permaneceu na B2, até que na temporada 2008-09 passa a competir na série A2 e nesta passa sete anos, em 2012 ingressa no patrocínio o grupo "Banca Popolare del Frusinate"  e conquista na temporada 2015-16 a promoção a elite nacional, estreando na série A1 no período de 2016-17, utilizando-se do Palazzetto dello Sport "Luca Polsinelli", depois tem investimentos de outros patrocinados como o Biosì Indexa Sora.

## Resultados obtidos nas principais competições

### Títulos conquistados
Liga dos Campeões
 Taça Challenge 
 Campeonato Italiano
 Copa Itália
 Supercopa Italiana

 Campeonato Italiano A2
- Campeão: 2011-12.